# Sleihage
Sleihage is een gehucht in de Belgische provincie West-Vlaanderen. Het ligt op het grondgebied van de gemeentes Hooglede en Staden. Het gebied wordt getypeerd door een sterke vermenging van woningen, in woonlinten langs de wegen, en bedrijven.

## Geschiedenis
De plaats werd reeds in 1420 vermeld. Op 26 mei 1960 werd het dorp een afzonderlijke parochie, gewijd aan Christus Koning. In 1962 werd de Christus Koningkerk gebouwd, die ook als kloosterkerk gebruikt werd, maar in 1978 eigendom werd van de parochie.

## Verkeer en economie
Het dorp heeft een sterke verkeersdruk door zijn ligging op het kruispunt van twee verkeerswegen, namelijk de N36 of de Diksmuidsesteenweg van Roeselare naar Staden, richting Diksmuide; en de N313 of de Ieperstraat van Hooglede naar Westrozebeke, richting Ieper. De Ieperstraat werd in 1782 aangelegd, de Diksmuidsesteenweg in 1843-45. Deze wegen zorgden voor het uitgroeien van de bedrijvigheid in Sleihage. De grootste bedrijven die het straatbeeld bepalen zijn Mol en een vestiging van Turbo's Hoet, beiden actief in de constructie van vrachtwagens en transportmateriaal.

### Vlasfabriek
Vroeger stond hier nog de Vergeldermolen, een oliemolen welke in 1918 werd verwoest om in 1930 te worden gesloopt, hoewel een deel van de molenromp nog tot 1954 als magazijn werd benut. Er kwam een stoomolieslagerij voor in de plaats. Na verkoop werd het in 1928 een vlasfabriek. In de jaren '50 van de 20e eeuw was er een crisis in het vlasbedrijf en werden voortaan vlasvezelplaten geproduceerd, vanaf 1957 onder de naam Planolin. Een zusterfirma was Flaxipan, waar spaanplaat werd vervaardigd. In beide bedrijven werkten enkele tientallen medewerkers, maar in 2005 gingen de bedrijven failliet. 

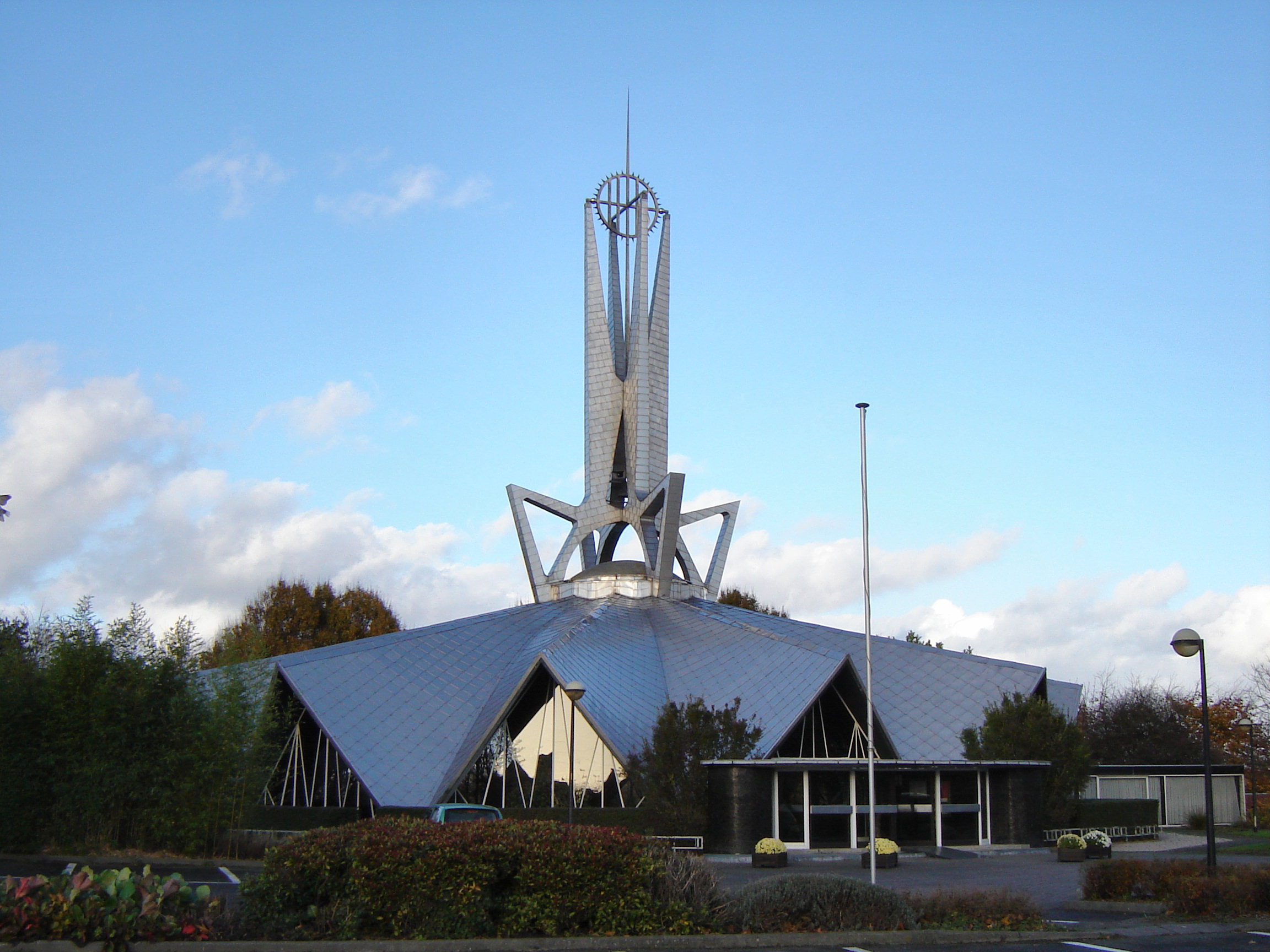
Christus Koningkerk

## Nabijgelegen kernen
Oostnieuwkerke, Staden, Hooglede, Westrozebeke, Roeselare